# Jean-Paul Le Gardeur, sieur de Saint-Pierre
Pour les articles homonymes, voir Le Gardeur (homonymie).
Jean-Paul Le Gardeur, sieur de Repentigny, né  à Ville-Marie le 4 octobre 1661 et mort en 1738, est un explorateur et militaire de Nouvelle-France, au service du Roi de France.

## Biographie

### Origines
Jean-Paul Le Gardeur nait à Ville-Marie le 4 octobre 1661 de Jean-Baptiste Legardeur de Repentigny (v.1632-1709) et de Marguerite Nicolet de Belleborne (1642-1721), fille de Jean Nicolet, sieur de Belleborne.

### Carrière militaire
Il entra dans les troupes de la marine et devint lieutenant en 1690. Il ensuite prit le titre de sieur de Saint-Pierre. Le rapport militaire de 1701, rédigé par M. de Callières, affirme qu'il fut fait lieutenant en 1689 et qu'il servait encore en cette qualité. 

### Famille et descendance
Le 15 septembre 1692, il se marie à Repentigny avec Marie-Joseph Le Neuf de La Vallière? De cette union naissent cinq enfants:
- Marguerite Le Gardeur de Repentigny (1693), mariée à Henri Hiché
- Agathe Le Gardeur de Repentigny (1696-1729), mariée (1727) à Charles Nolan
- Antoinette-Gertrude Le Gardeur de Repentigny (1698-1734)
- Marie-Anne Le Gardeur de Repentigny (1699-1742)
- Jacques Le Gardeur, sieur de Saint-Pierre (1701-1755)